# Naqa
Naqa (auch Naga; altägyptisch twjlkt; meroitisch Tolkte; arabisch النقعة an-Naqʿa, sudanesisch-arabisch: in-Nagʿa) ist eine der größten Ruinenstätten im Sudan und lässt auf eine bedeutende antike Stadt an dieser Stelle schließen. Zeitgleich mit dem Ptolemäerreich und mit den römischen Kaisern war sie rund ein halbes Jahrtausend eines der Zentren des Königreichs von Meroe, dem als südlichen Nachbarn Ägyptens eine Brückenfunktion zwischen Mittelmeerwelt und Afrika zukam. Gemeinsam mit Meroe und Musawwarat es Sufra wurde Naqa als Archäologische Stätten der Insel Meroe 2011 in die Liste des UNESCO-Welterbes aufgenommen.

## Geographische Lage
Der Ort liegt etwa 170 Kilometer nordnordöstlich von Khartum und etwa 35 Kilometer vom Nil entfernt an dessen Ostseite. Hier treffen kleinere Wadis auf das Wadi Awateib, das aus dem Zentrum der Region Butana kommt und weiter nördlich bei Wad ban Naqa am Nil endet. Naqa war nur eine Kamel- oder Eselreise vom Nil entfernt und könnte als Handelsstation auf dem Weg nach Osten strategische Bedeutung gehabt haben.

## Erforschung
Erste europäische Reisende erreichten Naqa ab 1822, so unter anderem 1837 Hermann von Pückler-Muskau. 1843 wurde es von Richard Lepsius und seiner preußischen Ägypten-Sudan-Expedition besucht, die einige Inschriften und Darstellungen der hier stehenden Tempel kopierte. 1958 war ein Team der Humboldt-Universität Berlin vor Ort, welches den Tempel 500 z. T. dokumentierte. Ab 1995 grub in Naqa ein deutsches Team des Ägyptischen Museums der Staatlichen Museen zu Berlin. Die Trägerschaft des Forschungs- und Grabungsprojektes ging 2013 auf das Staatliche Museum Ägyptischer Kunst in München über.

## Bauten

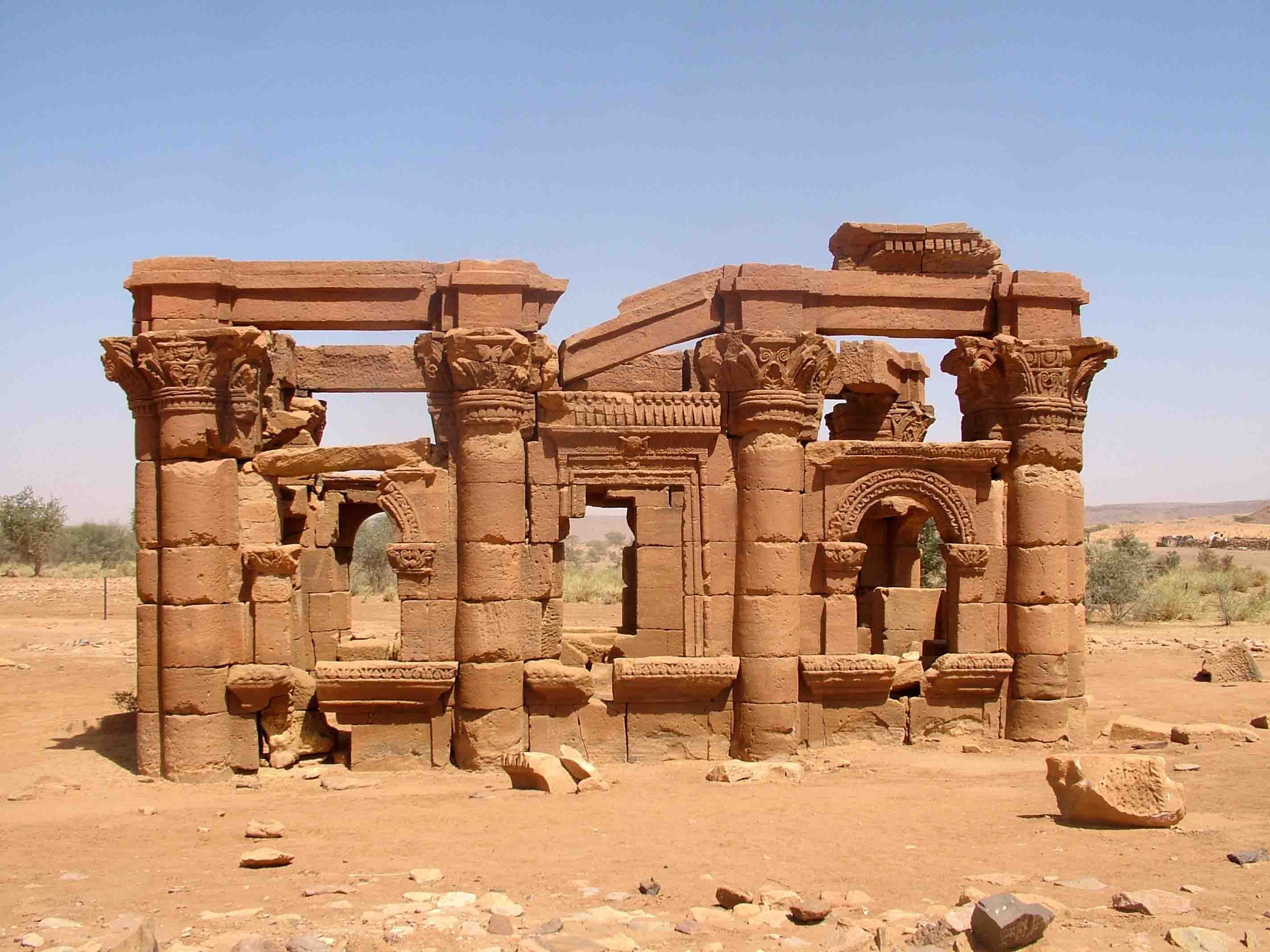
Römischer Kiosk

In Naqa finden sich Reste verschiedener Tempel. König Natakamani gründete den Amun- und den Apedemak-Löwentempel, die beide noch relativ gut erhalten sind.

### Römischer Kiosk
Der sogenannte römische Kiosk ist ein kleiner Tempel, der starke hellenistische Elemente aufweist. Neuere Grabungen an dem Bau haben gezeigt, dass es sich wohl um eine Hathor-Kapelle handelte.

### Löwentempel
Der Löwen- beziehungsweise Apedemak-Tempel ist dem nubischen Kriegsgott Apedemak gewidmet und gilt als ein klassisches Beispiel kuschitischer Architektur. Der wuchtige Frontpylon des Tempels zeigt König Natakamani und die Kandake Amanitore (um 50 n. Chr.), die ihre Feinde unterwerfen, zu Füßen je ein Löwe. Auf den beiden Seitenwänden befinden sich sehr gut erhaltene Reliefs von Horus, Amun und Apedemak einerseits und Isis, Mut, Hathor, Amesemi und Satet andererseits.

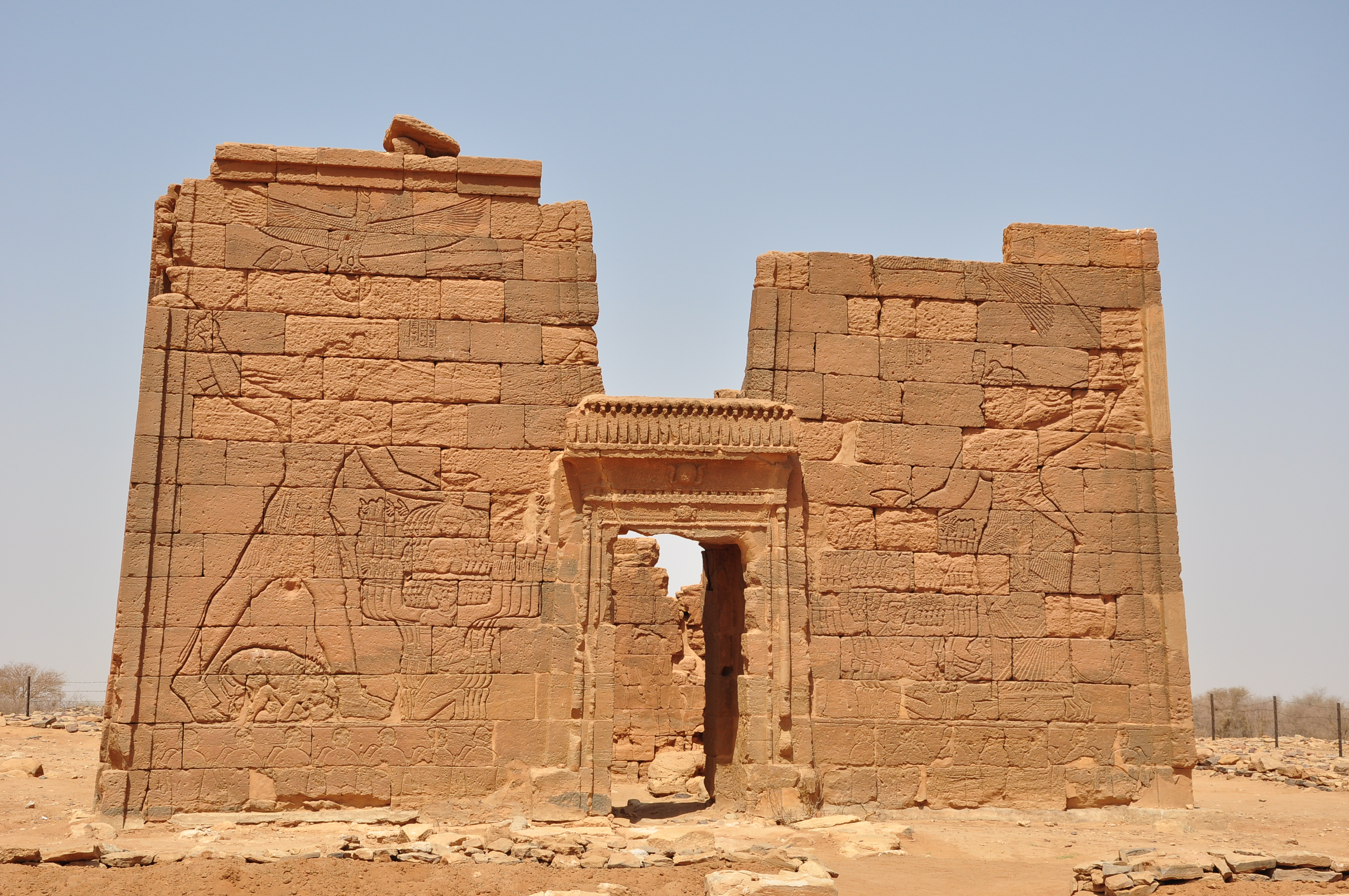
Frontpylon des Löwentempels mit König Natakamani und Kandake Amanitore, die ihre Feinde unterwerfen. Die Königin hält ein Schwert, der König eine Axt.
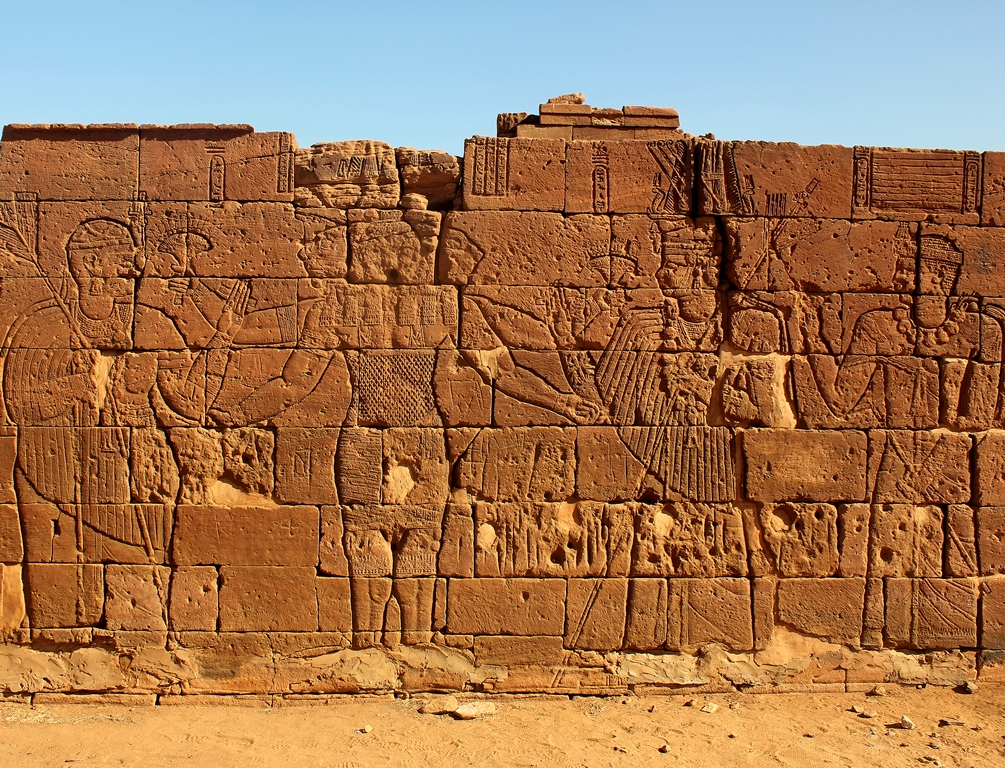
Apedemak mit drei Löwenköpfen und vier menschlichen Armen
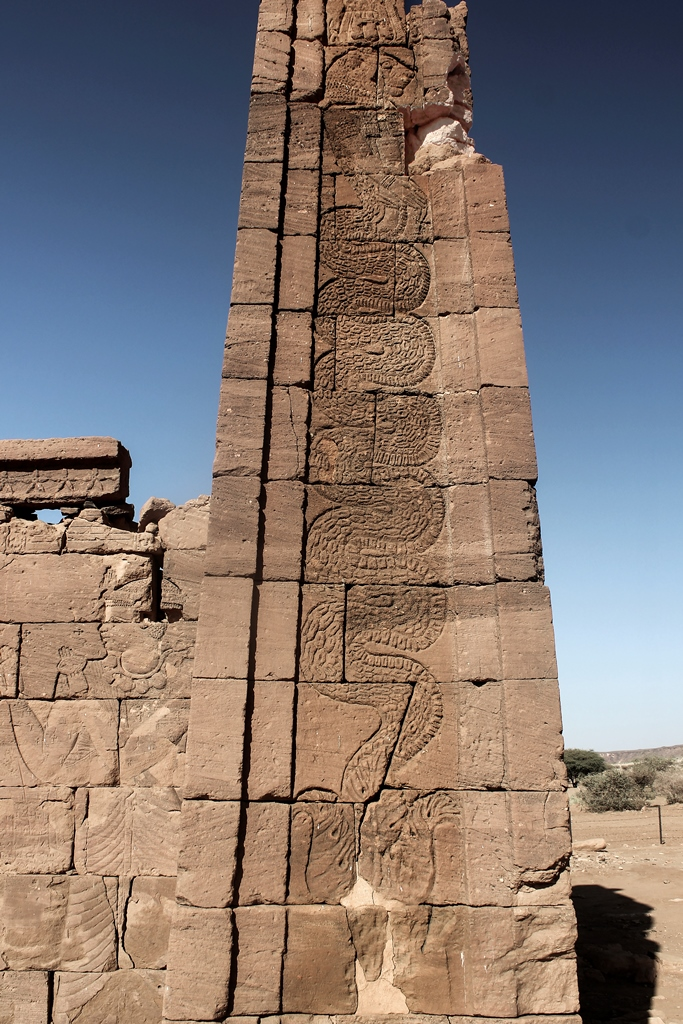
Apedemak als gewundene Schlange mit Löwenkopf aus einer Lotusblüte aufsteigend

### Amun-Tempel

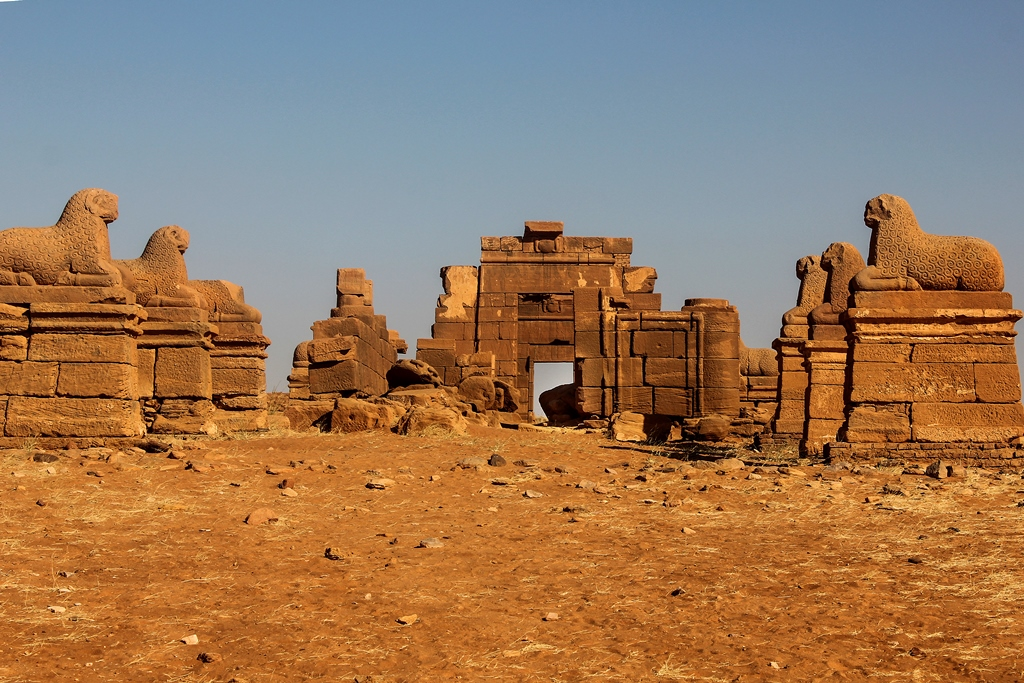
Amun-Tempel

Der 100 Meter lange Amun-Tempel wurde von König Natakamani gegründet. Der Tempel ist im ägyptischen Stil erbaut. Ähnlich wie die Amun-Tempel von Jebel Barkal und Karnak wird er über eine Allee von Widdern erreicht. Der Weg führt zu einem großen Hof, an den sich der Säulensaal (Hypostyl) anschließt. In Fortsetzung der Achse kommt man zum Naos.
Im Tempel fand sich eine Stele der Königin Amanishakheto, von der bisher angenommen wurde, dass sie vor Natakamani regierte. Der Fund der Stele in diesem von dem König Natakamani gebauten Tempel macht diese Datierung jedoch unsicher, da Königin Amanishakheto die Stele in der eigenen Regierungszeit dem Tempel gestiftet haben könnte. Möglicherweise aber wurde ein älteres Monument, das vorher anderswo stand, im Tempel aufgestellt. Hier fand sich unbeschädigt ein bemalter „Altar“, der als in Sudan und wahrscheinlich auch in Ägypten einzigartig gilt. Nach Ausgrabung, Rekonstruktion und Vermessung wurde der Amuntempel am 1. Dezember 2006 den sudanesischen Kulturbehörden übergeben.

### Tempel 200
Ein weiterer Amun-Tempel (Tempel 200) wird seit 2004 ausgegraben. Der Erbauer ist Amanichareqerem. Hier fanden sich zahlreiche erstklassige Reliefs. Die Dekoration ist den Löwen-Tempeln von Natakamani sehr ähnlich, so dass dieser Herrscher Amanichareqerem, der bisher auf das 2. oder 3. nachchristliche Jahrhundert datiert wurde, wohl sehr nahe bei Natakamani regierte. Auch hier zeigt sich, wie neue Erkenntnisse die wacklige nubische Chronologie verändern können. Drei rekonstruierte Wandreliefelemente aus dem Tempel 200 sind als Dauerleihgabe seit der Neueröffnung im Neuen Museum in Berlin zu sehen.

### Tempel 500
Der Tempel 500 steht zu Füßen der Sandsteinberge des Jebel Naqa (arabisch für Berg Naqa). Er wurde von der Kandake Shanakdakheto um 135 v. Chr. errichtet und ist damit das älteste Gebäude der Stätte. Die Texte an den Tempelwänden, die sie nennen, sind die ältesten bekannten Schriften in meroitischen Hieroglyphen. Den Reliefs nach zu urteilen, war der Tempel der thebanischen Triade Amun, Mut, und Chons sowie Apedemak geweiht. 1834 wurde der Tempel von Giuseppe Ferlini bei der Suche nach Schätzen erheblich beschädigt. Eine Ausgrabung und Restaurierung steht bislang aus.

## Ausstellung
- 2011: Königsstadt Naga – Grabungen in der Wüste des Sudan, Staatliches Museum Ägyptischer Kunst, München[4] und Kunstforum der Berliner Volksbank.[5][6]